# みどり市立笠懸中学校
みどり市立笠懸中学校（みどりしりつ かさかけちゅうがっこう）は、群馬県みどり市笠懸町鹿にある公立中学校。

## 所在地
- 群馬県みどり市笠懸町鹿362-1

## 沿革
昭和22年度 六三制の実施に伴い笠懸村立笠懸中学校が創立され、笠懸村青年学校教室並びに小学校五教室の校舎を持って開校する
昭和34年度 鉄筋コンクリート三階建て校舎第一期工事竣工
昭和36年度 鉄筋コンクリート三階建て校舎第二期工事竣工
昭和42年度 中学校プール完成（公認25㍍）
昭和43年度 昭和42・43年　群馬県教育委員会指定NHK委嘱放送教育研究発表会を開催
昭和46年度 鉄筋コンクリート三階建て校舎並びに技術棟を増設
昭和47年度 体育館竣工
昭和49年度 プール機械室を改修し、付帯施設を設置
昭和53年度 昭和52・53年県教育委員会学力向上指定地区として研究発表
昭和56年度 昭和55・56年度県教育委員会指定学校安全実践推進校として研究発表
昭和57年度 全日本交通安全協会から優秀校として表彰される
昭和59年度 部室、フェンス、バックネットの完成
昭和61年度 校舎本館改修。昭和62年3月工事完了
平成元年度 プール改修工事
平成2年度 町制施行により笠懸町立笠懸中学校となる
平成2年度 テニスコート2面増設
平成3年度 パソコン教室を設置・教室改造工事、2教室増設
平成6年度 校庭全面改修工事
平成7年度 平成5・6・7年度文部省・笠懸町指定武道指導推進校として研究発表
平成7年度 体育館改修工事
平成10年度 駐輪場改修工事
平成11年度 同和教育実践推進校の県指定を受ける
平成12年度 同和教育実践推進校として研究発表
平成12年度 テニスコート改修工事・屋根防水2期改修工事
平成13年度 同和教育実践発表会開催
平成14年度 校庭フェンス改修工事・剣道場床改修工事
平成15年度 防犯カメラ設置工事・校内LAN敷設工事・技術棟換気扇設置工事
平成16年度 図書室絨毯張替工事・校内電話設置工事・中央階段4F防火シャッター電動工事
平成18年度 町村合併によりみどり市立笠懸中学校となる
平成18年度 教室に扇風機設置
平成19年度 プール塗装改修工事、渡良瀬特別支援学校との交流会開始
平成21年度 防犯カメラ増設工事・普通教室全室に地デジTV設置
平成23年度 平成23・24年度 みどり市実践推進校に指定・校舎耐震工事
平成25年度 LL教室改修工事、少人数教室・共同実施室増設
平成26年度 各教室エアコン設置
平成27年度 給食室横の排水枡設置工事
平成28・29年度　青少年赤十字実践推進校(日本赤十字社群馬支部指定)
平成28年度 プール電話設置工事
平成29年度 プールろ過器改修工事

平成30年度 教員の資質能力向上にかかる特配（ＣＴ特配）活用事業

## 学区
- 笠懸町阿左美の一部[1][2]
- 笠懸町鹿の一部
- 笠懸町西鹿田

## 学校周辺
- みどり市立笠懸小学校
- 国道50号
- 岩宿遺跡